# Mistrzostwa Estonii w skokach narciarskich
Mistrzostwa Estonii w skokach narciarskich – zawody w skokach narciarskich, rozgrywane w celu wyłonienia medalistów krajowych mistrzostw Estonii.

## Mężczyźni

### Indywidualne zimowe mistrzostwa Estonii
| Rok        | Miejscowość              | Złoty medal              | Srebrny medal            | Brązowy medal                 |
| ---------- | ------------------------ | ------------------------ | ------------------------ | ----------------------------- |
| 06.03.1933 | Viljandi                 | Oskar Veldeman           | Heino Otto               | H. Polikarpus                 |
| 1934       | Mistrzostw nie rozegrano | Mistrzostw nie rozegrano | Mistrzostw nie rozegrano | Mistrzostw nie rozegrano      |
| 03.02.1935 | Tallinn (Mustamäe)       | Otto Tamm                | Heino Otto               | Sergei Šumeiko                |
| 16.02.1936 | Viljandi                 | Oskar Veldeman           | Eduard Raidla            | Aleksander Peekaln Heino Otto |
| 14.03.1937 | Tallinn (Mustamäe)       | Oskar Veldeman           | Sergei Šumeiko           | Aleksander Peepre             |
| 06.02.1938 | Tallinn (Mustamäe)       | Eduard Raidla            | Oskar Veldeman           | Aleksei Pohlman               |
| 1939       | Mistrzostw nie rozegrano | Mistrzostw nie rozegrano | Mistrzostw nie rozegrano | Mistrzostw nie rozegrano      |
| 03.03.1940 | Tallinn (Mustamäe)       | Oskar Veldeman           | Aleksander Peepre        | Eduard Raidla                 |
| 09.03.1941 | Tallinn (Mustamäe)       | Harry Rannala            | Aleksander Peepre        | Ado Arvo                      |
| 1942       | Mistrzostw nie rozegrano | Mistrzostw nie rozegrano | Mistrzostw nie rozegrano | Mistrzostw nie rozegrano      |
| 1943       | Mistrzostw nie rozegrano | Mistrzostw nie rozegrano | Mistrzostw nie rozegrano | Mistrzostw nie rozegrano      |
| 1944       | Mistrzostw nie rozegrano | Mistrzostw nie rozegrano | Mistrzostw nie rozegrano | Mistrzostw nie rozegrano      |
| 1945       | Mistrzostw nie rozegrano | Mistrzostw nie rozegrano | Mistrzostw nie rozegrano | Mistrzostw nie rozegrano      |
| 17.02.1946 | Viljandi                 | Raimond Ranna            | Karl Vesterstein         | Erich Kulla                   |
| 1947       | Mistrzostw nie rozegrano | Mistrzostw nie rozegrano | Mistrzostw nie rozegrano | Mistrzostw nie rozegrano      |
| 1948       | Mistrzostw nie rozegrano | Mistrzostw nie rozegrano | Mistrzostw nie rozegrano | Mistrzostw nie rozegrano      |
| 1949       | Mistrzostw nie rozegrano | Mistrzostw nie rozegrano | Mistrzostw nie rozegrano | Mistrzostw nie rozegrano      |
| 05.02.1950 | Võru-Kubija (Andsumägi)  | Ilmar Pärtelpoeg         | Aarne Tarkiainen         | Endel Kull                    |
| 16.02.1951 | Võru-Kubija (Andsumägi)  | Uno Kajak                | Johannes Peets           | Enrico-Egon Mitt              |
| 08.03.1952 | Tallinn (Mustamäe)       | Ilmar Pärtelpoeg         | Jüri Teras               | Ants Aavola                   |
| 07.02.1953 | Võru-Kubija (Andsumägi)  | Uno Kajak                | Uno Aavola               | Ilmar Pärtelpoeg              |
| 21.03.1954 | Otepää (Väike Munamägi)  | Ilmar Pärtelpoeg         | Uno Kajak                | Hugo Kaselaan                 |
| 13.02.1955 | Otepää (Väike Munamägi)  | Uno Kajak                | Lembit Tiganik           | Uno Aavola                    |
| 13.02.1956 | Otepää (Väike Munamägi)  | Lembit Tiganik           | Uno Aavola               | Rein Kõiv                     |
| 30.03.1957 | Otepää (Väike Munamägi)  | Boriss Stõrankevitš      | Valev Aluvee             | Vello Laev                    |
| 10.03.1958 | Võru-Kubija (Andsumägi)  | Valev Aluvee             | Lembit Tiganik           | Uno Kajak                     |
| 20.03.1959 | Otepää (Väike Munamägi)  | Rein Kõiv                | Raimond Mürk             | Uno Kajak                     |
| 21.02.1960 | Võru-Kubija (Andsumägi)  | Vello Laev               | Ants Kõiv                | Ants Allandi                  |
| 08.03.1961 | Kawgołowo (Venemaa)      | Uno Kajak                | Dieter Treumann          | Valev Aluvee                  |
| 09.02.1962 | Otepää (Väike Munamägi)  | Boriss Stõrankevitš      | Valev Aluvee             | Rein Kõiv                     |
| 24.03.1963 | Otepää (Väike Munamägi)  | Rein Kõiv                | Dieter Treumann          | Enn Uhkai                     |
| 29.03.1964 | Otepää (Väike Munamägi)  | Ants Allandi             | Toivo Laev               | Enn Uhkai                     |
| 10.02.1965 | Otepää (Väike Munamägi)  | Rein Kõiv                | Tõnu Haljand             | Enn Uhkai                     |
| 06.02.1966 | Võru-Kubija (Andsumägi)  | Tõnu Haljand             | Ants Allandi             | Enn Uhkai                     |
| 08.03.1967 | Kawgołowo (Venemaa)      | Toivo Laev               | Harry Arv                | Ants Allandi                  |
| 03.03.1968 | Otepää (Tehvandi)        | Toivo Laev               | Tõnu Haljand             | Harry Arv                     |
| 02.02.1969 | Otepää (Tehvandi)        | Toivo Laev               | Ants Allandi             | Arvi Sopp                     |
| 14.02.1970 | Otepää (Tehvandi)        | Toivo Laev               | Silver Eljand            | Ants Allandi                  |
| 27.03.1971 | Otepää (Apteekrimägi)    | Harry Arv                | Tiit Tamm                | Silver Eljand                 |
| 13.02.1972 | Otepää (Tehvandi)        | Harry Arv                | Silver Eljand            | Toivo Laev                    |
| 16.02.1973 | Otepää (Tehvandi)        | Tõnu Haljand             | Tiit Tamm                | Silver Eljand                 |
| 15.02.1974 | Otepää (Tehvandi)        | Joe Tikenberg            | Silver Eljand            | Heiki Leemet                  |
| 08.02.1975 | Otepää (Tehvandi)        | Tiit Tamm                | Harry Arv                | Silver Eljand                 |
| 14.02.1976 | Otepää (Tehvandi)        | Silver Eljand            | Tiit Talvar              | Vladimir Golubev              |
| 16.02.1977 | Otepää (Tehvandi)        | Vladimir Golubev         | Tiit Tamm                | Ants Lind                     |
| 14.01.1978 | Otepää (Tehvandi)        | Kalev Aigro              | Vladimir Golubev         | Hillar Hein                   |
| 28.01.1979 | Otepää (Tehvandi)        | Tiit Tamm                | Vladimir Golubev         | Hillar Hein                   |
| 31.01.1980 | Otepää (Tehvandi)        | Margus Kangur            | Hillar Hein              | Ants Lind                     |
| 25.02.1981 | Otepää (Tehvandi)        | Fjodor Koltšin           | Tiit Heinloo             | Margus Kangur                 |
| 14.02.1982 | Otepää (Tehvandi)        | Priit Teder              | Margus Kangur            | Tiit Heinloo                  |
| 20.02.1983 | Otepää (Tehvandi)        | Margus Kangur            | Tiit Heinloo             | Anatoli Viktorov              |
| 28.02.1984 | Otepää (Tehvandi)        | Allar Levandi            | Anatoli Viktorov         | Margus Kangur                 |
| 09.02.1985 | Otepää (Tehvandi)        | Margus Kangur            | Kair Tammel              | Taivo Tigane                  |
| 08.02.1986 | Otepää (Tehvandi)        | Jaan Vene                | Priit Teder              | Kalev Aigro                   |
| 05.02.1987 | Otepää (Tehvandi)        | Peep Heinloo             | Taivo Tigane             | Priit Teder                   |
| 09.02.1988 | Otepää (Tehvandi)        | Medni Tammsaar           | Janno Perv               | Priit Teder                   |
| 1989       | Mistrzostw nie rozegrano | Mistrzostw nie rozegrano | Mistrzostw nie rozegrano | Mistrzostw nie rozegrano      |
| 1990       | Mistrzostw nie rozegrano | Mistrzostw nie rozegrano | Mistrzostw nie rozegrano | Mistrzostw nie rozegrano      |
| 10.02.1991 | Otepää (Tehvandi)        | Jüri Reesel              | Toomas Tiru              | Janno Perv                    |
| 23.02.1992 | Otepää (Tehvandi)        | Kalmer Johanson          | Janno Perv               | Medni Tammsaar                |
| 28.02.1993 | Otepää (Tehvandi)        | Allar Levandi            | Ago Markvardt            | Egon Ilves                    |
| 31.03.1994 | Otepää (Tehvandi)        | Ago Markvardt            | Allar Levandi            | Magnar Freimuth               |
| 26.02.1995 | Otepää (Tehvandi)        | Egon Kärema              | Ago Markvardt            | Magnar Freimuth               |
| 28.01.1996 | Otepää (Tehvandi)        | Ago Markvardt            | Jaan Jüris               | Ilmar Aluvee                  |
| 26.01.1997 | Otepää (Tehvandi)        | Jaan Jüris               | Tambet Pikkor            | Ago Markvardt                 |
| 01.02.1998 | Otepää (Tehvandi)        | Jens Salumäe             | Magnar Freimuth          | Jaan Jüris                    |
| 31.01.1999 | Otepää (Tehvandi)        | Jaan Jüris               | Tiit Orlovski            | Urho Märdimäe                 |
| 20.02.2000 | Otepää (Tehvandi)        | Tambet Pikkor            | Jens Salumäe             | Jaan Jüris                    |
| 23.03.2001 | Otepää (Tehvandi)        | Jaan Jüris               | Tambet Pikkor            | Jens Salumäe                  |
| 21.03.2002 | Otepää (Tehvandi)        | Jens Salumäe             | Jaan Jüris               | Vahur Tasane                  |
| 09.03.2003 | Otepää (Tehvandi)        | Jaan Jüris               | Jens Salumäe             | Illimar Pärn                  |
| 20.03.2004 | Otepää (Tehvandi)        | Jens Salumäe             | Jaan Jüris               | Kristjan Eljand               |
| 29.01.2005 | Otepää (Tehvandi)        | Jaan Jüris               | Jens Salumäe             | Tambet Pikkor                 |
| 25.02.2006 | Otepää (Tehvandi)        | Jaan Jüris               | Illimar Pärn             | Mats Piho                     |
| 10.02.2007 | Otepää (Tehvandi)        | Jaan Jüris               | Mats Piho                | Kristjan Eljand               |
| 2008       | Mistrzostw nie rozegrano | Mistrzostw nie rozegrano | Mistrzostw nie rozegrano | Mistrzostw nie rozegrano      |
| 22.01.2009 | Otepää (Tehvandi)        | Illimar Pärn             | Karl-August Tiirmaa      | Tõnis Kartau                  |
| 21.03.2010 | Otepää (Tehvandi)        | Kristjan Ilves           | Aldo Leetoja             | Siim-Tanel Sammelselg         |
| 02.01.2011 | Otepää (Tehvandi)        | Kaarel Nurmsalu          | Kristjan Ilves           | Martti Nõmme                  |
| 05.02.2012 | Otepää (Tehvandi)        | Kaarel Nurmsalu          | Illimar Pärn             | Siim-Tanel Sammelselg         |
| 16.02.2013 | Otepää (Tehvandi)        | Kristjan Ilves           | Martti Nõmme             | Han-Hendrik Piho              |
| 27.12.2014 | Otepää (Tehvandi)        | Kristjan Ilves           | Tanel Levkoi             | Karl-August Tiirmaa           |
| 05.03.2016 | Otepää (Tehvandi)        | Kaarel Nurmsalu          | Martti Nõmme             | Kevin Maltsev                 |
| 26.03.2017 | Otepää (Tehvandi)        | Artti Aigro              | Kristjan Ilves           | Martti Nõmme                  |
| 31.03.2018 | Otepää (Tehvandi)        | Artti Aigro              | Kevin Maltsev            | Martti Nõmme                  |
| 30.03.2019 | Otepää (Tehvandi)        | Kevin Maltsev            | Martti Nõmme             | Kristjan Ilves                |
| 2020       | Mistrzostw nie rozegrano | Mistrzostw nie rozegrano | Mistrzostw nie rozegrano | Mistrzostw nie rozegrano      |
| 13.03.2021 | Otepää (Tehvandi)        | Artti Aigro              | Kevin Maltsev            | Kristjan Ilves                |
| 01.04.2022 | Otepää (Tehvandi)        | Markkus Alter            | Kaarel Nurmsalu          | Martti Nõmme                  |
| 22.03.2023 | Otepää (Tehvandi)        | Martti Nõmme             | Kaimar Vagul             | Artti Aigro                   |
| 19.03.2024 | Otepää (Tehvandi)        | Kaimar Vagul             | Andero Kapp              | Kevin Maltsev                 |
| 18.03.2025 | Otepää (Tehvandi)        | Artti Aigro              | Kaimar Vagul             | Andero Kapp                   |

### Drużynowe zimowe mistrzostwa Estonii
| Rok        | Miejscowość           | Złoty medal                                                                     | Srebrny medal                                                                | Brązowy medal                                                                      |
| ---------- | --------------------- | ------------------------------------------------------------------------------- | ---------------------------------------------------------------------------- | ---------------------------------------------------------------------------------- |
| 02.02.1980 | Otepää (Tehvandi)     | Tallinna Kalev - Ants Lind - Margus Kangur - Juhan Lind                         | Tallinna Dünamo - Tiit Heinloo - Hillar Hein - Peep Heinloo                  | Otepää Dünamo - Kalev Aigro - Avo Tomingas - Priit Teder                           |
| 26.02.1981 | Otepää (Tehvandi)     | Tallinna Dünamo - Hillar Hein - Tiit Heinloo - Margus Kangur                    | Valga Raj - Kalev Aigro - Priit Teder - Avo Tomingas                         | Tallinna Dünamo II - Allar Levandi - Mihkel Mürk - Anatoli Viktorov                |
| 1982       | Zawodów nie rozegrano | Zawodów nie rozegrano                                                           | Zawodów nie rozegrano                                                        | Zawodów nie rozegrano                                                              |
| 1983       | Zawodów nie rozegrano | Zawodów nie rozegrano                                                           | Zawodów nie rozegrano                                                        | Zawodów nie rozegrano                                                              |
| 1984       | Zawodów nie rozegrano | Zawodów nie rozegrano                                                           | Zawodów nie rozegrano                                                        | Zawodów nie rozegrano                                                              |
| 10.02.1985 | Otepää (Tehvandi)     | Tallinna Dünamo - Tiit Heinloo - Anatoli Viktorov - Kair Tammel - Margus Kangur | Tallinna Dünamo II - Mati Laiv - Karl Spiegel - Mairo Ehman - Andro Treumann | Tartu Raj - Andres Aavik - Andrus Ilves - Olev Madi - Rain Pärn                    |
| 1986       | Zawodów nie rozegrano | Zawodów nie rozegrano                                                           | Zawodów nie rozegrano                                                        | Zawodów nie rozegrano                                                              |
| 29.03.1987 | Otepää (Tehvandi)     | Võru LNSK - Kalmer Johanson - Urmas Johanson - Jaan Vene - Andrus Ilves         | Tallinna Dünamo - brak danych - brak danych - brak danych - brak danych      | Otepää Noor Dünamolane III - brak danych - brak danych - brak danych - brak danych |
| 08.02.1988 | Otepää (Tehvandi)     | Võru Dünamo - Urmas Johanson - Jüri Reesel - Medni Tammsaar                     | Tartu Raj - Janno Perv - Alo Raudik - Rain Pärn                              | Tallinna Dünamo - Ilmar Aluvee - Tarmo Vooglaid - Peep Heinloo                     |
| 1989       | Zawodów nie rozegrano | Zawodów nie rozegrano                                                           | Zawodów nie rozegrano                                                        | Zawodów nie rozegrano                                                              |
| 1990       | Zawodów nie rozegrano | Zawodów nie rozegrano                                                           | Zawodów nie rozegrano                                                        | Zawodów nie rozegrano                                                              |
| 1991       | Zawodów nie rozegrano | Zawodów nie rozegrano                                                           | Zawodów nie rozegrano                                                        | Zawodów nie rozegrano                                                              |
| 1992       | Zawodów nie rozegrano | Zawodów nie rozegrano                                                           | Zawodów nie rozegrano                                                        | Zawodów nie rozegrano                                                              |
| 1993       | Zawodów nie rozegrano | Zawodów nie rozegrano                                                           | Zawodów nie rozegrano                                                        | Zawodów nie rozegrano                                                              |
| 1994       | Zawodów nie rozegrano | Zawodów nie rozegrano                                                           | Zawodów nie rozegrano                                                        | Zawodów nie rozegrano                                                              |
| 1995       | Zawodów nie rozegrano | Zawodów nie rozegrano                                                           | Zawodów nie rozegrano                                                        | Zawodów nie rozegrano                                                              |
| 1996       | Zawodów nie rozegrano | Zawodów nie rozegrano                                                           | Zawodów nie rozegrano                                                        | Zawodów nie rozegrano                                                              |
| 1997       | Zawodów nie rozegrano | Zawodów nie rozegrano                                                           | Zawodów nie rozegrano                                                        | Zawodów nie rozegrano                                                              |
| 1998       | Zawodów nie rozegrano | Zawodów nie rozegrano                                                           | Zawodów nie rozegrano                                                        | Zawodów nie rozegrano                                                              |
| 1999       | Zawodów nie rozegrano | Zawodów nie rozegrano                                                           | Zawodów nie rozegrano                                                        | Zawodów nie rozegrano                                                              |
| 2000       | Zawodów nie rozegrano | Zawodów nie rozegrano                                                           | Zawodów nie rozegrano                                                        | Zawodów nie rozegrano                                                              |
| 2001       | Zawodów nie rozegrano | Zawodów nie rozegrano                                                           | Zawodów nie rozegrano                                                        | Zawodów nie rozegrano                                                              |
| 2002       | Zawodów nie rozegrano | Zawodów nie rozegrano                                                           | Zawodów nie rozegrano                                                        | Zawodów nie rozegrano                                                              |
| 23.03.2003 | Otepää (Tehvandi)     | Otepää SK - Kristjan Eljand - Egert Malts - Jaan Jüris                          | SuK Telemark - Aldo Leetoja - Vaiko Leetoja - Jouko Hein                     | Elva SuK - Janno Liivak - Tiit Orlovski - Illimar Pärn                             |
| 06.03.2004 | Otepää (Tehvandi)     | Otepää SK - Priidik Vesi - Kristjan Eljand - Egert Malts                        | SuK Telemark - Aldo Leetoja - Jouko Hein - Vaiko Leetoja                     | Võru SpK - Elar Asuküll - Urho Märdimäe - Alar Asuküll                             |
| 27.02.2005 | Otepää (Tehvandi)     | Otepää SK I - Alar Kukka - Kristjan Eljand - Egert Malts                        | Elva SuK - Tiit Orlovski - Tõnis Kartau - Illimar Pärn                       | Otepää SK II - Ilmar Tedremaa - Karl-August Tiirmaa - Priidik Vesi                 |
| 19.03.2006 | Otepää (Tehvandi)     | Otepää SK I - Kristjan Eljand - Tambet Pikkor - Jaan Jüris                      | Nõmme SK - Kristjan Ehman - Tanel Levkoi - Raiko Heide                       | Otepää SK II - Alar Kukka - Egert Malts - Heiko Heitur                             |
| 2007       | Zawodów nie rozegrano | Zawodów nie rozegrano                                                           | Zawodów nie rozegrano                                                        | Zawodów nie rozegrano                                                              |
| 26.12.2008 | Otepää (Tehvandi)     | Otepää SK I - Egert Malts - Karl-August Tiirmaa - Jaan Jüris                    | SÜ Taevatäht - Kaarel Piho - Kail Piho - Mats Piho                           | Elva SuK I - Kristjan Ilves - Tõnis Kartau - Illimar Pärn                          |
| 2009       | Zawodów nie rozegrano | Zawodów nie rozegrano                                                           | Zawodów nie rozegrano                                                        | Zawodów nie rozegrano                                                              |
| 21.03.2010 | Otepää (Tehvandi)     | Nõmme SK I - Raiko Heide - Siim-Tanel Sammelselg - Tanel Levkoi                 | Otepää SK - Jaan Jüris - Alar Kukka - Karl-August Tiirmaa                    | Elva SuK - Tõnis Kartau - Kristjan Ilves - Illimar Pärn                            |
| 18.03.2011 | Otepää (Tehvandi)     | Otepää SK - Alar Kukka - Jaan Jüris - Karl-August Tiirmaa                       | Elva SuK - Tõnis Kartau - Kristjan Ilves - Illimar Pärn                      | SÜ Taevatäht - Han-Hendrik Piho - Kail Piho - Mats Piho                            |
| 24.03.2012 | Otepää (Tehvandi)     | Elva SuK I - Karl Mustjõgi - Kristjan Ilves - Illimar Pärn                      | SÜ Taevatäht - Kaarel Piho - Kail Piho - Han-Hendrik Piho                    | Otepää SK I - Artti Aigro - Mihkel Oja - Karl-August Tiirmaa                       |
| 23.03.2013 | Otepää (Tehvandi)     | Otepää SK - Artti Aigro - Mihkel Oja - Karl-August Tiirmaa                      | SÜ Taevatäht - Mats Piho - Kail Piho - Han-Hendrik Piho                      | Elva SuK I - Karl Mustjõgi - Rauno Loit - Kristjan Ilves                           |
| 31.03.2018 | Otepää (Tehvandi)     | Otepää SK I - Markkus Alter - Karl-August Tiirmaa - Artti Aigro                 | Elva SuK - Andreas Ilves - Kevin Maltsev - Kristjan Ilves                    | Nõmme SK - Taavi Pappel - Ivo-Niklas Hermanson - Robert Lee                        |
| 2019–20    | Zawodów nie rozegrano | Zawodów nie rozegrano                                                           | Zawodów nie rozegrano                                                        | Zawodów nie rozegrano                                                              |
| 13.03.2021 | Otepää (Tehvandi)     | Elva SuK - Andreas Ilves - Kevin Maltsev - Kristjan Ilves                       | Otepää SK - Andero Kapp - Markkus Alter - Artti Aigro                        | Võru SpK - Markus Pungar - Sten-Jörgen Leis - Martti Nõmme                         |
| 2022–24    | Zawodów nie rozegrano | Zawodów nie rozegrano                                                           | Zawodów nie rozegrano                                                        | Zawodów nie rozegrano                                                              |

### Indywidualne letnie mistrzostwa Estonii
| rok        | skocznia                 | Złoty medal              | Srebrny medal            | Brązowy medal            |
| ---------- | ------------------------ | ------------------------ | ------------------------ | ------------------------ |
| 18.10.1964 | Tallinn (Mustamäe)       | Enn Uhkai                | Uno Kajak                | Vello Kuus               |
| 01.10.1965 | Tallinn (Mustamäe)       | Enn Uhkai                | Vello Kuus               | Tõnu Haljand             |
| 09.10.1966 | Tallinn (Mustamäe)       | Tõnu Haljand             | Enn Uhkai                | Ants Allandi             |
| 14.10.1967 | Tallinn (Mustamäe)       | Toivo Laev               | Vello Kuus               | Harry Arv                |
| 1968       | Mistrzostw nie rozegrano | Mistrzostw nie rozegrano | Mistrzostw nie rozegrano | Mistrzostw nie rozegrano |
| 1969       | Mistrzostw nie rozegrano | Mistrzostw nie rozegrano | Mistrzostw nie rozegrano | Mistrzostw nie rozegrano |
| 19.09.1970 | Tallinn (Mustamäe)       | Harry Arv                | Toivo Laev               | Tõnu Haljand             |
| 11.09.1971 | Tallinn (Mustamäe)       | Heiki Leemet             | Tõnu Haljand             | Toivo Laev               |
| 09.09.1972 | Tallinn (Mustamäe)       | Silver Eljand            | Heiki Leemet             | Tõnu Haljand             |
| 15.09.1973 | Otepää                   | Joe Tikenberg            | Paul Männik              | Tõnu Haljand             |
| 07.09.1974 | Tallinn (Mustamäe)       | Vladimir Golubev         | Harry Arv                | Silver Eljand            |
| 1975       | Mistrzostw nie rozegrano | Mistrzostw nie rozegrano | Mistrzostw nie rozegrano | Mistrzostw nie rozegrano |
| 1976       | Mistrzostw nie rozegrano | Mistrzostw nie rozegrano | Mistrzostw nie rozegrano | Mistrzostw nie rozegrano |
| 1977       | Mistrzostw nie rozegrano | Mistrzostw nie rozegrano | Mistrzostw nie rozegrano | Mistrzostw nie rozegrano |
| 1978       | Mistrzostw nie rozegrano | Mistrzostw nie rozegrano | Mistrzostw nie rozegrano | Mistrzostw nie rozegrano |
| 1979       | Mistrzostw nie rozegrano | Mistrzostw nie rozegrano | Mistrzostw nie rozegrano | Mistrzostw nie rozegrano |
| 27.09.1980 | Otepää                   | Margus Kangur            | Priit Teder              | Avo Tomingas             |
| 26.09.1981 | Otepää                   | Margus Kangur            | Tiit Heinloo             | Priit Teder              |
| 1982       | Mistrzostw nie rozegrano | Mistrzostw nie rozegrano | Mistrzostw nie rozegrano | Mistrzostw nie rozegrano |
| 09.10.1983 | Otepää                   | Margus Kangur            | Anatoli Viktorov         | Kalev Aigro              |
| 05.10.1984 | Otepää                   | Margus Kangur            | Anatoli Viktorov         | Peep Heinloo             |
| 01.10.1985 | Otepää                   | Margus Kangur            | Taivo Tigane             | Kair Tammel              |
| 12.09.1986 | Otepää                   | Ago Markvardt            | Priit Teder              | Taivo Tigane             |
| 26.10.1987 | Otepää                   | Peep Heinloo             | Janno Perv               | Kalev Aigro              |
| 07.10.1988 | Otepää                   | Peep Heinloo             | Andrus Ilves             | Toomas Tiru              |
| 04.10.1989 | Otepää                   | Peep Heinloo             | Medni Tammsaar           | Toomas Tiru              |
| 11.10.1990 | Otepää                   | Medni Tammsaar           | Janno Perv               | Toomas Tiru              |
| 29.08.1991 | Tallinn                  | Toomas Tiru              | Allar Levandi            | Ago Markvardt            |
| 04.10.1992 | Tallinn                  | Toomas Tiru              | Peter Heli               | Egon Ilves               |
| 17.10.1993 | Tallinn                  | Egon Ilves               | Ilmar Aluvee             | Veiko Hõrak              |
| 25.09.1994 | Tallinn                  | Magnar Freimuth          | Egon Kärema              | Veiko Hõrak              |
| 08.10.1995 | Otepää                   | Magnar Freimuth          | Ago Markvardt            | Egon Kärema              |
| 29.09.1996 | Otepää                   | Ago Markvardt            | Magnar Freimuth          | Roomet Pikkor            |
| 07.09.1997 | Otepää                   | Magnar Freimuth          | Jaan Jüris               | Ago Markvardt            |
| 13.09.1998 | Otepää                   | Jaan Jüris               | Magnar Freimuth          | Tambet Pikkor            |
| 12.09.1999 | Otepää                   | Jens Salumäe             | Jaan Jüris               | Villu Teder              |
| 09.09.2000 | Otepää                   | Jens Salumäe             | Jaan Jüris               | Rauno Pikkor             |
| 08.09.2001 | Otepää                   | Jaan Jüris               | Jens Salumäe             | Tambet Pikkor            |
| 21.09.2002 | Otepää                   | Jaan Jüris               | Jens Salumäe             | Tambet Pikkor            |
| 20.09.2003 | Otepää                   | Jens Salumäe             | Jaan Jüris               | Vahur Tasane             |
| 09.10.2004 | Otepää                   | Jens Salumäe             | Jaan Jüris               | Tambet Pikkor            |
| 10.09.2005 | Otepää                   | Jaan Jüris               | Kristjan Eljand          | Illimar Pärn             |
| 09.09.2006 | Otepää                   | Jens Salumäe             | Jaan Jüris               | Illimar Pärn             |
| 2007       | Mistrzostw nie rozegrano | Mistrzostw nie rozegrano | Mistrzostw nie rozegrano | Mistrzostw nie rozegrano |
| 12.09.2008 | Otepää                   | Illimar Pärn             | Mats Piho                | Tanel Levkoi             |
| 26.09.2009 | Otepää                   | Illimar Pärn             | Kaarel Nurmsalu          | Aldo Leetoja             |
| 03.09.2010 | Otepää                   | Kaarel Nurmsalu          | Illimar Pärn             | Martti Nõmme             |
| 13.08.2011 | Otepää                   | Kaarel Nurmsalu          | Siim-Tanel Sammelselg    | Illimar Pärn             |
| 08.09.2012 | Otepää                   | Kaarel Nurmsalu          | Artti Aigro              | Illimar Pärn             |
| 14.09.2013 | Otepää                   | Kaarel Nurmsalu          | Kristjan Ilves           | Martti Nõmme             |
| 20.09.2014 | Otepää                   | Kristjan Ilves           | Martti Nõmme             | Karl-August Tiirmaa      |
| 11.09.2015 | Otepää                   | Martti Nõmme             | Kristjan Ilves           | Rauno Loit               |
| 24.09.2016 | Otepää                   | Kristjan Ilves           | Karl-August Tiirmaa      | Martti Nõmme             |
| 16.09.2017 | Otepää                   | Artti Aigro              | Kristjan Ilves           | Martti Nõmme             |
| 08.09.2018 | Otepää                   | Kevin Maltsev            | Kristjan Ilves           | Ivo-Niklas Hermanson     |
| 19.10.2019 | Otepää                   | Martti Nõmme             | Artti Aigro              | Robert Lee               |
| 25.10.2020 | Otepää                   | Martti Nõmme             | Markus Kägu              | Andreas Ilves            |
| 09.10.2021 | Otepää                   | Kristjan Ilves           | Kevin Maltsev            | Martti Nõmme             |
| 08.10.2022 | Otepää                   | Artti Aigro              | Kevin Maltsev            | Martti Nõmme             |
| 14.10.2023 | Otepää                   | Artti Aigro              | Martti Nõmme             | Kevin Maltsev            |
| 08.10.2024 | Otepää                   | Artti Aigro              | Martti Nõmme             | Andero Kapp              |

### Drużynowe letnie mistrzostwa Estonii
| Rok        | Miejscowość           | Złoty medal                                                      | Srebrny medal                                                         | Brązowy medal                                                             |
| ---------- | --------------------- | ---------------------------------------------------------------- | --------------------------------------------------------------------- | ------------------------------------------------------------------------- |
| 09.09.2000 | Otepää                | Nõmme SK I - Vahur Tasane - Priit Estermaa - Jens Salumäe        | Nõmme SK III - Roomet Pikkor - Rauno Pikkor - Tambet Pikkor           | Otepää SK I - Lauri Koort - Villu Teder - Jaan Jüris                      |
| 10.08.2001 | Otepää                | Nõmme SK II - Roomet Pikkor - Rauno Pikkor - Tambet Pikkor       | Nõmme SK I - Vahur Tasane - Priit Estermaa - Jens Salumäe             | Otepää SK II - Kristjan Eljand - Egert Malts - Priidik Vesi               |
| 16.08.2002 | Otepää                | Audentese SpK - Kristjan Eljand - Egert Malts - Villu Teder      | Elva SuK - Janno Liivak - Tiit Orlovski - Illimar Pärn                | SK Spordimaailm - Roomet Pikkor - Rauno Pikkor - Tambet Pikkor            |
| 15.08.2003 | Otepää                | Nõmme SK - Kristjan Ehman - Veiko Lind - Vahur Tasane            | SuK Telemark - Aldo Leetoja - Vaiko Leetoja - Jouko Hein              | Audentese SpK - Karl-August Tiirmaa - Alar Kukka - Egert Malts            |
| 13.08.2004 | Otepää                | Otepää SK I - Kristjan Eljand - Egert Malts - Jaan Jüris         | Nõmme SK - Kristjan Ehman - Vahur Tasane - Jens Salumäe               | Otepää SK II - Karl-August Tiirmaa - Priidik Vesi - Alar Kukka            |
| 12.08.2005 | Otepää                | Otepää SK I - Egert Malts - Kristjan Eljand - Jaan Jüris         | Otepää SK II - Karl-August Tiirmaa - Priidik Vesi - Tambet Pikkor     | Võru SpK I - Henri Kirbits - Elar Asuküll - Alar Asuküll                  |
| 11.08.2006 | Otepää                | Otepää SK I - Alar Kukka - Kristjan Eljand - Jaan Jüris          | Võru SpK I - Elar Asuküll - Henri Kirbits - Alar Asuküll              | Otepää SK II - Priidik Vesi - Ilmar Tedremaa - Egert Malts                |
| 2007       | Zawodów nie rozegrano | Zawodów nie rozegrano                                            | Zawodów nie rozegrano                                                 | Zawodów nie rozegrano                                                     |
| 2008       | Zawodów nie rozegrano | Zawodów nie rozegrano                                            | Zawodów nie rozegrano                                                 | Zawodów nie rozegrano                                                     |
| 27.09.2009 | Otepää                | Otepää SK - Alar Kukka - Jaan Jüris - Karl-August Tiirmaa        | Elva SuK - Kristjan Ilves - Tõnis Kartau - Illimar Pärn               | SÜ Taevatäht - Kail Piho - Han-Hendrik Piho - Mats Piho                   |
| 2010       | Zawodów nie rozegrano | Zawodów nie rozegrano                                            | Zawodów nie rozegrano                                                 | Zawodów nie rozegrano                                                     |
| 17.09.2011 | Otepää                | Otepää SK I - Artti Aigro - Jaan Jüris - Karl-August Tiirmaa     | Elva SuK I - Rauno Loit - Illimar Pärn - Kristjan Ilves               | SÜ Taevatäht - Mats Piho - Han-Hendrik Piho - Kail Piho                   |
| 14.10.2012 | Otepää                | Otepää SK I - Artti Aigro - Mihkel Oja - Karl-August Tiirmaa     | SÜ Taevatäht - Mats Piho - Han-Hendrik Piho - Kail Piho               | Elva SuK I - Karl Mustjõgi - Rauno Loit - Kristjan Ilves                  |
| 20.10.2013 | Otepää                | Elva SuK I - Rauno Loit - Illimar Pärn - Kristjan Ilves          | SÜ Taevatäht - Kail Piho - Mats Piho - Han-Hendrik Piho               | Otepää SK I - Artti Aigro - Kenno Ruukel - Karl-August Tiirmaa            |
| 18.10.2014 | Otepää                | Otepää SK I - Artti Aigro - Mihkel Oja - Karl-August Tiirmaa     | Elva SuK I - Risto Raudberg - Rauno Loit - Kristjan Ilves             | Nõmme SK I - Raiko Heide - Tanel Levkoi - Siim-Tanel Sammelselg           |
| 24.10.2015 | Otepää                | Elva SuK I - Risto Raudberg - Rauno Loit - Kristjan Ilves        | Põhjakotkas I - Markkus Alter - Artti Aigro - Kenno Ruukel            | SÜ Taevatäht - Kail Piho - Mats Piho - Han-Hendrik Piho                   |
| 24.09.2016 | Otepää                | Põhjakotkas I - Kenno Ruukel - Karl-August Tiirmaa - Artti Aigro | Elva SuK I - Rauno Loit - Kevin Maltsev - Kristjan Ilves              | Nõmme SK I - Robert Lee - Taavi Pappel - Siim-Tanel Sammelselg            |
| 16.09.2017 | Otepää                | Põhjakotkas - Markkus Alter - Karl-August Tiirmaa - Artti Aigro  | Elva SuK - Andreas Ilves - Kevin Maltsev - Kristjan Ilves             | Nõmme SK I - Robert Lee - Ivo-Niklas Hermanson - Taavi Pappel             |
| 08.09.2018 | Otepää                | Elva SuK - Andreas Ilves - Kristjan Ilves - Kevin Maltsev        | Nõmme SK - Ivo-Niklas Hermanson - Taavi Pappel - Robert Lee           | Põhjakotkas - Hanno-Henri Reidolf - Markkus Alter - Karl-August Tiirmaa   |
| 19.10.2019 | Otepää                | Põhjakotkas - Andero Kapp - Markkus Alter - Artti Aigro          | Nõmme SK - Karel Rammo - Markus Kägu - Robert Lee                     | –                                                                         |
| 25.10.2020 | Otepää                | Nõmme SK - Karel Rammo - Markus Kägu - Taavi Pappel              | Põhjakotkas - Andres Aaliste - Stever Liivamägi - Karl-August Tiirmaa | Võru SpK / Andsumäe SuK - Sten-Jörgen Leis - Martti Nõmme - Markus Pungar |
| 09.10.2021 | Otepää                | Elva SuK - Karel Pastarus - Kristjan Ilves - Kevin Maltsev       | Põhjakotkas - Andero Kapp - Hanno-Henri Reidolf - Markkus Alter       | Nõmme SK - Fred Gustavson - Karel Rammo - Markus Kägu                     |
| 2022–24    | Zawodów nie rozegrano | Zawodów nie rozegrano                                            | Zawodów nie rozegrano                                                 | Zawodów nie rozegrano                                                     |

## Kobiety

### Indywidualne zimowe mistrzostwa Estonii
| Rok        | Miejscowość              | Złoty medal              | Srebrny medal            | Brązowy medal            |
| ---------- | ------------------------ | ------------------------ | ------------------------ | ------------------------ |
| 27.12.2014 | Otepää                   | Sandra Sillaste          | Annemarii Bendi          | Airiin Pikk              |
| 05.03.2016 | Otepää                   | Triinu Hausenberg        | Sandra Sillaste          | Annemarii Bendi          |
| 26.03.2017 | Otepää                   | Annemarii Bendi          | Triinu Hausenberg        | Meriliis Kukk            |
| 31.03.2018 | Otepää                   | Annemarii Bendi          | Triinu Hausenberg        | Meriliis Kukk            |
| 30.03.2019 | Otepää                   | Annemarii Bendi          | Triinu Hausenberg        | Carena Roomets           |
| 2020–21    | Mistrzostw nie rozegrano | Mistrzostw nie rozegrano | Mistrzostw nie rozegrano | Mistrzostw nie rozegrano |
| 01.04.2022 | Otepää                   | Annemarii Bendi          | –                        | –                        |
| 22.03.2023 | Otepää                   | Annemarii Bendi          | –                        | –                        |
| 2024       | Mistrzostw nie rozegrano | Mistrzostw nie rozegrano | Mistrzostw nie rozegrano | Mistrzostw nie rozegrano |

### Indywidualne letnie mistrzostwa Estonii
| Rok        | Miejscowość | Złoty medal       | Srebrny medal     | Brązowy medal   |
| ---------- | ----------- | ----------------- | ----------------- | --------------- |
| 20.10.2013 | Otepää      | Sandra Sillaste   | Annemarii Bendi   | Airiin Pikk     |
| 20.09.2014 | Otepää      | Annemarii Bendi   | Sandra Sillaste   | Airiin Pikk     |
| 11.09.2015 | Otepää      | Annemarii Bendi   | Triinu Hausenberg | Sandra Sillaste |
| 24.09.2016 | Otepää      | Triinu Hausenberg | Annemarii Bendi   | Sandra Sillaste |
| 16.09.2017 | Otepää      | Annemarii Bendi   | Triinu Hausenberg | Carena Roomets  |
| 08.09.2018 | Otepää      | Annemarii Bendi   | Triinu Hausenberg | Carena Roomets  |
| 19.10.2019 | Otepää      | Annemarii Bendi   | Triinu Hausenberg | Carena Roomets  |
| 25.10.2020 | Otepää      | Annemarii Bendi   | Triinu Hausenberg | Carena Roomets  |
| 09.10.2021 | Otepää      | Annemarii Bendi   | Triinu Hausenberg | –               |
| 08.10.2022 | Otepää      | Annemarii Bendi   | –                 | –               |
| 14.10.2023 | Otepää      | Annemarii Bendi   | Mari Liiv         | –               |
| 08.10.2024 | Otepää      | Annemarii Bendi   | –                 | –               |

### Drużynowe letnie mistrzostwa Estonii
| Rok        | Miejscowość           | Złoty medal                                                                    | Srebrny medal         | Brązowy medal         |
| ---------- | --------------------- | ------------------------------------------------------------------------------ | --------------------- | --------------------- |
| 16.09.2017 | Otepää                | Võru SpK / Andsumäe SuK - Carena Roomets - Triinu Hausenberg - Annemarii Bendi | –                     | –                     |
| 08.09.2018 | Otepää                | Võru SpK / Andsumäe SuK - Carena Roomets - Triinu Hausenberg - Annemarii Bendi | –                     | –                     |
| 19.10.2019 | Otepää                | Võru SpK / Andsumäe SuK - Carena Roomets - Triinu Hausenberg - Annemarii Bendi | –                     | –                     |
| 25.10.2020 | Otepää                | Võru SpK / Andsumäe SuK - Carena Roomets - Triinu Hausenberg - Annemarii Bendi | –                     | –                     |
| 2021–24    | Zawodów nie rozegrano | Zawodów nie rozegrano                                                          | Zawodów nie rozegrano | Zawodów nie rozegrano |